# جيمس ديفيلين
جيمس ريتنهاوس ديفيلين
جيمس ريتنهاوس ديفيلين من مواليد 23 جويلية 1988 . في ويست تشيستر ، بنسلفانيا ، هو لاعب امريكي في كرة القدم الأمريكية و لعب كظهير . لم يتم اختياره في مشروع NFL 2010 ، بدأ حياته المهنية في ارينا دوري كرة القدم و الدوري المتحد لكرة القدم من أجل الحصول على مكان في فريق تدريب سينسيناتي بنغلس . لم يلعب أي مباراة مع البنغالز قبل أن يتم إطلاق سراحه من الفريق في اوت 2012 . تم تجنيده من قبل نيو إنجلاند باتريوتس ، أسس نفسه كظهير مدافع وفاز بـ Super Bowl XLIX و LI مع Pats.

## المذكرات و المراجع
1. ↑  Pro Football Reference (بالإنجليزية), Sports Reference, LLC, QID:Q7246590